# Колинеарност
За три или више тачака се каже да су колинеарне ако постоји права која их садржи. Колинеарност три тачке A, B и C још обележава и као A-B-C.
Уколико неке тачке нису колинеарне, називају се неколинеарним.

## Аналитичка формулација
Рецимо да су дате три тачке A, B и C из  чију колинеарност треба проверити. Прво ћемо формирати два вектора AB и BC и потом пробати да решимо систем једначина:
{\displaystyle {\overrightarrow {AB}}=\alpha {\overrightarrow {BC}},\;\;\alpha \in R}
Уколико постоји овакво α, тачке су колинеарне. Систем се може равноправно решавати за било коју комбинацију два од могућих међусобно различитих вектора: AB, AC и BC.

### Тродимензиони простор
У тродимензионом простору се као услов колинеарности такође може користити векторски производ:
{\displaystyle {\overrightarrow {AB}}\times {\overrightarrow {BC}}={\overrightarrow {0}}}
Еквивалент овог израза може бити представљен и условом за вредност детерминанте:
{\displaystyle {\begin{vmatrix}A_{x}&A_{y}&1\\B_{x}&B_{y}&1\\C_{x}&C_{y}&1\\\end{vmatrix}}=0}